# MC WM
William Almeida Araújo (São Paulo, 17 de abril de 1989), mais conhecido pelo seu nome artístico MC WM, é um cantor, compositor e produtor musical brasileiro de funk paulista.

## Biografia
A escolha do seu nome artístico "WM" vem da primeira e última letra do seu nome. Começou sua carreira na música como produtor musical.

## Prêmios e indicações
| Ano  | Prêmio                       | Categoria     | Resultado | Ref.  |
| ---- | ---------------------------- | ------------- | --------- | ----- |
| 2018 | Prêmio Contigoǃ Online       | Melhor Música | Indicado  | [ 3 ] |
| 2019 | MTV Millennial Awards Brasil | Zika do Baile | Venceu    | [ 4 ] |
| 2019 | MTV Millennial Awards Brasil | Danceokê      | Venceu    | [ 4 ] |